# Oostenrijk op het Eurovisiesongfestival 1992
Oostenrijk nam deel aan het  Eurovisiesongfestival 1992, gehouden in Malmö, Zweden. Het was de 31ste deelname van het land aan het festival.

## Selectieprocedure
In tegenstelling tot de vorige jaren koos men voor een interne selectie.
Men koos voor de zanger Tony Wegas met het lied Zusammen geh'n.

## In Malmö
Op het festival in Zweden moest Oostenrijk aantreden als 15de, na Luxemburg en voor het Verenigd Koninkrijk. Na het afsluiten van de stemmen bleek dat Tony Wegas op een 10de plaats was geëindigd met 63 punten.
Hij ontving 1 keer het maximum van 12 punten.
Nederland en België gaven respectievelijk 0 en 8 punten aan de Oostenrijkse inzending.

### Gekregen punten

#### Finale
| 12 punten | 10 punten             | 8 punten                        | 7 punten     | 6 punten |
| --------- | --------------------- | ------------------------------- | ------------ | -------- |
| - Ierland | - Verenigd Koninkrijk | - België - Cyprus - Griekenland | - Denemarken |          |
| 5 punten  | 4 punten              | 3 punten                        | 2 punten     | 1 punt   |
|           | - Malta               | - Portugal                      | - Spanje     | - Zweden |

### Punten gegeven door Oostenrijk

#### Finale
Punten gegeven in de finale:
| 12 punten | Verenigd Koninkrijk |
| 10 punten | Ierland             |
| 8 punten  | Malta               |
| 7 punten  | IJsland             |
| 6 punten  | Italië              |
| 5 punten  | Nederland           |
| 4 punten  | Griekenland         |
| 3 punten  | Denemarken          |
| 2 punten  | Spanje              |
| 1 punt    | Israël              |

1957 · 1958 · 1959 · 1960 · 1961 · 1962 · 1963 · 1964 · 1965 · 1966 · 1967 · 1968 · 1969-1970 · 1971 · 1972 · 1973-1975 · 1976 · 1977 · 1978 · 1979 · 1980 · 1981 · 1982 · 1983 · 1984 · 1985 · 1986 · 1987 · 1988 · 1989 · 1990 · 1991 · 1992 · 1993 · 1994 · 1995 · 1996 · 1997 · 1998 · 1999 · 2000 · 2001 · 2002 · 2003 · 2004 · 2005 · 2006 · 2007 · 2008-2010 · 2011 · 2012 · 2013 · 2014 · 2015 · 2016 · 2017 · 2018 · 2019 · 2020 · 2021 · 2022 · 2023 · 2024 · 2025